# Wendy O. Williams
Pour les articles homonymes, voir Wendy Williams et Williams.
Wendy O. Williams (née le 28 mai 1949 à Webster (New York) et morte le 6 avril 1998 à Storrs (Connecticut)), de son vrai nom Wendy Orlean Williams, était la chanteuse du groupe de punk américain the Plasmatics. Elle a aussi eu une carrière solo. Quasi nue lors de ses performances live, elle détruisait le matériel à l'aide d'une tronçonneuse.
Surnommée « La Reine du Rock Choc », W.O.W. était considérée comme la chanteuse la plus controversée et la plus radicale de son temps. Elle portait souvent une crête iroquoise.
En 1985, au sommet de sa popularité en tant qu'artiste solo, W.O.W. fut nommée pour le Grammy Award de la meilleure chanteuse rock.

## Biographie

### Jeunesse
W.O.W. est née à Webster (New York). Elle a étudié la clarinette au conservatoire Eastman de Rochester. Elle était clarinettiste dans l'orchestre de son école secondaire. Elle apparaît dans l'émission Howdy Doody comme membre du "Peanut Gallery (en)".
Elle a suivi ses cours d'enseignement secondaire à la R.L. Thomas High School de Webster mais il semble qu'elle ait quitté l'école avant d'obtenir son diplôme. À 16 ans, elle part en stop vers le Colorado où elle gagne de l'argent en vendant des bikinis crochetés,. Elle gagne la Floride puis l'Europe où elle travaille dans la cuisine d'un restaurant macrobiotique à Londres puis comme danseuse dans une troupe de gitans. En 1976, elle arrive à New York City. À son arrivée au terminal de bus, elle voit, dans le magazine Show Business (en), une petite annonce pour un casting pour le théâtre expérimental Captain Kink tenu par Rod Swenson, diplômé du département Art de l'université de Yale. L'alchimie entre W.O.W. et Rod Swenson est immédiate et commence entre eux une relation qui durera 22 ans. Un an plus tard commence sa carrière de chanteuse dans le groupe punk  Plasmatics.

### PériodeThe Plasmatics
En janvier 1981, la police de Milwaukee dans le Wisconsin arrête W.O.W. pour avoir simulé un acte sexuel sur scène. Elle est également accusée d'avoir frappé un officier et d'avoir eu une conduite obscène. Plus tard, elle sera disculpée de ces accusations.
La même année à Cleveland, Ohio, W.O.W. sera acquittée de l'accusation d'obscénité pour avoir simulé un acte sexuel sur scène enduite de crème à raser. C'est à la suite de cela qu'elle se couvrira les tétons de ruban adhésif pour échapper aux arrestations,. En novembre de la même année, un juge de l'Illinois la condamne à un an de suivi judiciaire et à une amende de 35$ pour avoir attaqué un photographe qui essayait de faire un cliché d'elle pendant son jogging le long du lac Michigan à Chicago.
Ces événements n'empêchent pas le groupe The Plasmatics de faire une tournée mondiale. À la suite d'un concert londonien annulé pour raisons de sécurité, la presse affuble le groupe du surnom "d'anarchiste". Pendant l'enregistrement de l'émission SCTV sur NBC en 1981, les patrons des studios décident de ne pas diffuser la performance de The Plasmatics tant que W.O.W. n'aura pas changé de costume afin de masquer ses tétons. W.O.W. refuse. Le maquilleur de l'émission trouvera un compromis en peignant ses seins en noir.

### Carrière solo
En 1979, elle apparaît dans Candy Goes to Hollywood, film X de Gail Palmer (en), jouant son propre rôle (créditée comme Wendy Williams).
Elle est invitée aussi comme performeuse dans une parodie du Gong Show (en) où elle tire des balles de ping-pong à travers le décor avec son vagin.
En 1982, Wendy enregistre un duo du hit country Stand by Your Man avec Lemmy Kilmister de Motörhead.
En 1984, elle sort l'album W.O.W., produit par Gene Simmons du groupe Kiss. Les autres membres du groupe, Paul Stanley, Ace Frehley, Eric Carr et Vinnie Vincent participent aussi à l'enregistrement.
En 1985, W.O.W. brille dans The Rocky Horror Show au Wesport Playhouse de Saint-Louis. Le show est joué pendant 6 mois mais une tournée nationale tombe à l'eau.
En 1986, elle brille dans Reform School Girls, un film indépendant de Tom DeSimone (en). Ni elle ni Rod Swenson, son manager, n'aiment le film à sa sortie. Les producteurs du film qui ont entendu Kommander of Kaos, le second album de W.O.W., veulent utiliser trois de ces chansons dans la bande originale du film. En outre, ils demandent à Rod le titre générique du film et à Wendy de le chanter. Le groupe accepte à contrecœur. Uncle Brian du groupe The Broc rejoint Rod en tant que coproducteur et joue du saxophone sur le morceau. Il apparaît également jouant du saxophone en tutu sur le clip vidéo de Plasmatics que la société de production a demandé à Rod de diriger.

### Suicide
Wendy s'est suicidée le 6 avril 1998 à l’âge de 48 ans, non loin de chez elle, dans le Connecticut. Elle a laissé une lettre dans laquelle elle disait ceci:

« On ne décide pas à la légère de mettre un terme à sa vie. Je ne crois pas que quelqu'un choisisse de quitter la vie avant d'y avoir longuement réfléchi. De toute façon, je suis convaincue que c'est un des droits les plus fondamentaux d'une société libre de pouvoir le faire. Pour moi, quasiment rien dans le monde ne fait sens à part les sensations de ce que je suis en train de faire, qui résonnent haut et fort dans un espace intérieur où il n'y a rien que du calme. »

## Discographie

### Solo
- 1982 : Stand By Your Man (7" single, avec Lemmy Kilmister)
- 1984 : W.O.W. (LP)
- 1984 : It's My Life/Priestess (7" single)
- 1985 : Fuck 'N' Roll (Live) (Cassette EP)
- 1986 : Kommander Of Kaos (LP)
- 1987 : Deffest And Baddest (with Ultrafly And The Hometown Girls) (LP)

### Avec The Plasmatics
- 1978 : Butcher Baby/Fast Food Service (Live)/Concrete Shoes (Live) (7" single)
- 1979 : Meet The Plasmatics (12" EP)
- 1979 : Dream Lover/Corruption/Want You Baby (7" single)
- 1980 : Butcher Baby/Tight Black Pants (Live) (7" single)
- 1980 : Butcher Baby EP (12" EP)
- 1980 : Monkey Suit/Squirm (Live) (7" single)
- 1980 : New Hope For The Wretched (LP)
- 1981 : Beyond The Valley Of 1984 (LP)
- 1981 : Metal Priestess (12" EP)
- 1982 : Coup D'État (LP, 1982)
- 1987 : Maggots: The Record (LP)

Albums posthumes
- 2000 : Coup De Grace (LP)
- 2002 : Put Your Love In Me: Love Songs For The Apocalypse (LP)
- 2002 : Final Days: Anthems For The Apocalypse (LP)

## Filmographie
- 1979 : Candy Goes to Hollywood de Gail Palmer
- 1979 : 800 Fantasy Lane de Svetlana
- 1986 : Femelles en Cage (Reform School Girls) de Tom DeSimone
- 1990 : Pucker Up and Bark Like a Dog de Paul S. Parco
- 1990 : Le testament de Harry, Big Mama (Macgyver saison 6 épisode 7)